# 연애편지

러브레터 일러스트

연애편지(戀愛便紙) 또는 러브레터(영어: Love Letter)는 서로 사랑하는 사람 사이에서 서로 주고 받는 사랑의 편지이다. 또는 사랑을 고백하기 위해서 보내는 편지이기도 하다. 상대방을 직접 보면서 말을 할 수 가 없기 때문에 편지로 전달한다. 직접 전달하는 것과, 제 3자를 통해서 전달하는 것, 우편으로 전달하거나 상대방의 책상 서랍이나 사물함 등에 넣는 경우도 있다. 또한 연애를 테마로 한 문학 작품에서는 연애편지가 나오는 이야기가 많다.

## 같이 보기
- 텍스트 메시징
- 발렌타인데이